# Емануил Ангелов
Емануил Ангелов Ангелов  е български офицер, генерал-майор, участник в Балканските войни (1912 – 1913), помощник-началник на секция по личния състав от Полската канцелария от Щаба на действащата армия и командир 14-и пехотен македонски полк през Първата световна война (1915 – 1918).

## Биография
Емануил Ангелов е роден на 6 август 1872 г. в с. Голинци, Ломско. През 1893 г. завършва Военното на Негово Княжеско Височество училище и на 2 август произведен в чин подпоручик. От 2 август 1896 г. е поручик, а от 2 май 1902 г. – капитан. Като капитан служи в 22-ри пехотен тракийски полк. Взема участие в Балканската (1912 – 1913) и Междусъюзническата война (1913) и на 14 юли 1913 г. е произведен в чин майор.
По време на Първата световна война (1915 – 1918) първоначално е помощник-началник на секция по личния състав от Полската канцелария от Щаба на действащата армия, след което поема командването на 14-и пехотен македонски полк, като на 14 септември 1916 е произведен в чин подполковник. „За бойни отличия и заслуги във войната“ е награден с Орден „За заслуга“, на военна лента, Народен орден „За военна заслуга“, IV степен, с военно отличие и с Военен орден „За храброст“, III степен, 2-ри клас. През 1919 г. е произведен в чин полковник, през 1924 г. е назначен за началник на пограничен сектор и по-късно същата година е уволнен от служба. Достига до звание генерал-майор.

### Семейство
Емануил Ангелов е женен и има 2 деца.

## Военни звания
- Подпоручик (2 август 1893)
- Поручик (2 август 1896)
- Капитан (2 май 1902)
- Майор (14 юли 1913)
- Подполковник (14 септември 1916)
- Полковник (1919)
- Генерал-майор (неизв.)

## Награди
- Орден „За заслуга“, на военна лента (1917)
- Народен орден „За военна заслуга“, IV степен, с военно отличие (1917)
- Военен орден „За храброст“, III степен, 2-ри клас (1921)